# Bactrocera fraserensis
Bactrocera fraserensis
 es una especie de díptero que Chua describió por primera vez en 2010. Bactrocera fraserensis pertenece al género Bactrocera de la familia Tephritidae. 